# Хон Ён Чу Павел
Хон Ён Чу Павел или Павел Хон (кор. 홍영주 바오로, 1799 г., Сосан, провинция Чхунчхон-Намдо, Корея — 31.01.1840 г., Сеул, Корея) — святой Римско-Католической Церкви, мученик.

## Биография
Павел Хон был внуком мученика Хон Нан Мина, погибшего в 1801 году и племянником другого мученика Протасия Хона, который принял мученическую смерть в 1839 году. Вместе со своим братом Петром Хон он занимался катехизацией и благотворительностью в местной католической общине. Во время преследования католиков он предоставлял свой дом для католических миссионеров.
Павел Хон был арестован вместе со своим братом Петром Хон и подвергнут пыткам с целью добиться от него отречения от католичества.
Павел Хон был казнён через обезглавливание в Сеуле 1 февраля 1840 года вместе с Иоанном Ли и Барбарой Чхве.
Его брат Пётр Хон был казнён накануне 31 января 1840 года.

## Прославление
Павел Хон был беатифицирован 5 июля 1925 года Римским Папой Пием XI и канонизирован 6 мая 1984 года Римским Папой Иоанном Павлом II вместе с группой 103 корейских мучеников.
День памяти в Католической Церкви — 20 сентября.

## Источник
- Catholic Bishops’ Conference of Korea Newsletter No. 69 (Winter 2009) (англ.)